# Mazandaránština
Mazandaránština je íránský jazyk používaný zejména Mázandaránci, kteří žijí na jižním pobřeží Kaspického moře. Jazykem se hovoří zejména v provincii Mázandarán a jejím okolí. Příbuzným jazykem je gilakijština, kterou se hovoří zejména v sousední provincii Gílán.
Počet mluvčích jazyka byl k roku 2023 odhadován na přibližně 1,35 milionu; dlouhodobě však počet rodilých mluvčích jazyka klesá a mazandaránština tak patří k ohroženým jazykům. Většina lidí hovořících mazandaránštinou totiž hovoří zároveň persky, která je jejím příbuzným jazykem. Jazyk sdílí některé podobné rysy s kavkazskými jazyky.